# Brillux Radio
Brillux Radio (Eigenschreibweise: BX Radio) ist ein Hörfunksender der Brillux GmbH & Co. KG. Es ersetzte zum 13. Mai 2022 Femotion Radio im DAB+-Ensemble der Antenne Deutschland und ist als bundesweites Vollprogramm lizenziert.

## Entstehung
Am 15. April 2022 wurde bekannt, dass der Farbhersteller Brillux ein Programm für Bauunternehmen und Heimwerker plant und dieses via DAB+ im Mux der Antenne Deutschland verbreiten will. Das Vergabeunternehmen National German Radio teilte daraufhin mit, dass Brillux Radio den Platz von Femotion Radio erhalten werde und es somit ein von Antenne Deutschland gewünschtes Programm für Bauunternehmen und Heimwerker geben werde. Der Wechsel erfolgte zum 13. Mai 2022. Seitdem ist der Sender via Webstream, App und Astra 23,5° Ost zu empfangen (Downlink für die DAB+-Zuführung). Bereits am 12. Mai 2022 wurde der Sender für einen kurzen Testbetrieb via DAB+ aufgeschaltet. Der Regelbetrieb startete am 13. Mai 2022.

## Programm
Programmlich richtet sich das Programm von Brillux Radio an Bauunternehmen und Heimwerker. Dabei setzt der Sender auf für die Zielgruppe relevante Themen, welche innerhalb einer täglichen 12-stündigen Livestrecke realisiert werden. Außerhalb der Livestrecke sendet der Sender einen Mix aus elektronischer Musik, Pop und Rock, sowie Lifestyle und Sport im redaktionellen Teil.
Moderatoren sind Johanna Penzek, Tim Reimann, Niels Rotfuchs, Simon Pannock, Michael Larsen, Justin Timpe, Regina Rademacher, Sören Sölter und Sabrina Wegner.

## Empfang
Brillux Radio ist in Deutschland über den Zweiten DAB-plus-Bundesmux zu empfangen, sowie als Livestream auf der Homepage des Senders, wo auch Podcast-Angebote aus dem Programm verfügbar sind.